# Stephen Williams (Architekt)

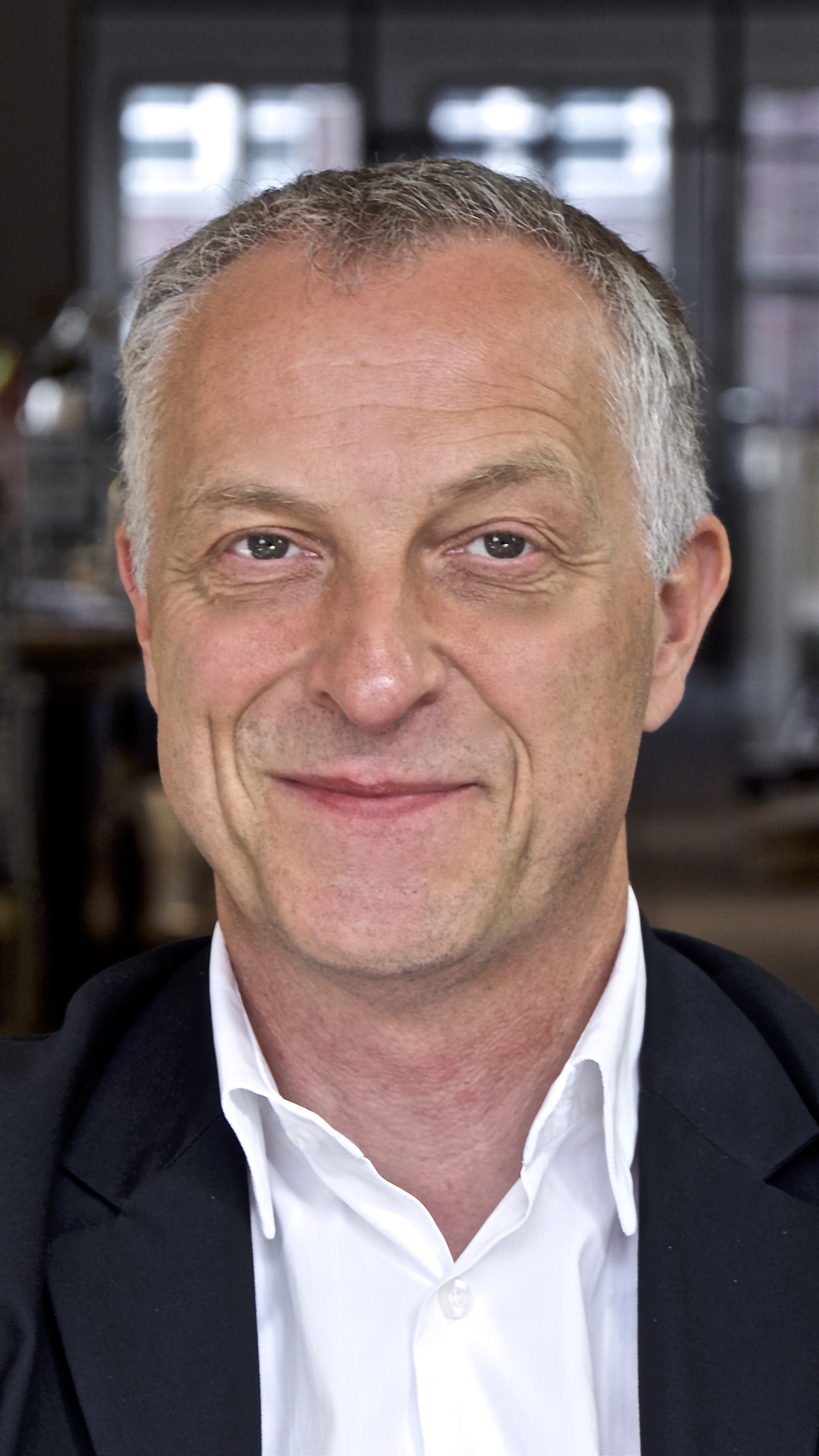
Stephen Williams (2017)

Stephen Williams (* 23. August 1963 in Port Talbot, Vereinigtes Königreich) ist ein in Hamburg lebender britischer Architekt und Interior-Designer.

## Leben
Stephen Williams wuchs als Sohn eines Ingenieurs und einer Lehrerin zunächst in seinem Geburtsort Port Talbot in Wales auf. Später zog die Familie in die in den West Midlands gelegene Kleinstadt Bridgnorth, wo er sich als Schüler für Punk-Musik begeisterte. Nach seiner schulischen Ausbildung studierte Williams von 1982 bis 1985 Architektur an der Birmingham Polytechnic in Birmingham und von 1986 bis 1988 am Canterbury College of Art in Canterbury. Er schloss 1988 mit dem Diplom ab.
Von 1985 bis 1986 arbeitete Williams in London bei CZWG Architects sowie bei Elia Zenghelis und Rem Koolhaas in deren Office for Metropolitan Architecture (OMA). 1988 machte er sich in Bristol selbstständig und betrieb dort bis 1991 ein Architekturbüro. 1990 wurde er Mitglied des Royal Institute of British Architects. Williams übersiedelte 1992 nach Deutschland, wo er zunächst von 1992 bis 1993 als Wettbewerbsarchitekt bei Christoph Ingenhoven in Düsseldorf arbeitete. 1993 wechselte er zur Bürogemeinschaft Alsop & Störmer in Hamburg, wo er bis 1997 als Designarchitekt arbeitete. Von 1997 bis 1999 war Williams als freier Mitarbeiter bei Bothe Richter Teherani in Hamburg tätig. 1999 lehrte er zudem als Tutor an der University of Wales in Cardiff.
Im Jahr 2000 gründete er in Hamburg das Architektur- und Designbüro Stephen Williams Architects, das seit 2008 unter Stephen Williams Associates GmbH (SWA) firmiert. Das Büro ist inzwischen für zahlreiche Projekte bekannt, wie unter anderem im Bereich der Gestaltung von Stadtvierteln (zum Beispiel Stadthöfe Hamburg), Arbeitswelten (z. B. Jung von Matt) – multifunktionale Räume als inspirierende Basis für kreative Arbeitsprozesse und Hotels wie z. B. das 25hours Hotel Hamburg HafenCity oder das Tortue in den Hamburger Stadthöfen.
Er ist aktives Mitglied im Urban Land Institute.
Stephen Williams ist verheiratet und lebt zusammen mit seiner Frau und seiner Tochter in seiner Wahlheimat Hamburg.

## Preise
Williams gewann bisher mehrere Architektenwettbewerbe und wurde mehrmals zur Teilnahme an beschränkten beziehungsweise nichtoffenen Wettbewerben eingeladen, wie zum Beispiel für die Zentrale von Motor Music in Berlin (2002), die Zentrale der Universal Music Group in Berlin (2002), das Restaurant Pizza Amano im Auslieferungszentrum Autostadt der Volkswagen AG in Wolfsburg (2003) und das Restaurant Beef Club in der Autostadt in Wolfsburg (2004) sowie für den Neubau eines Hotels und Hostels in Hamburg (2016) und für den Neubau eines stilwerk-Hotels in Travemünde (2018).

## Werke (Auswahl)

### Städtebau

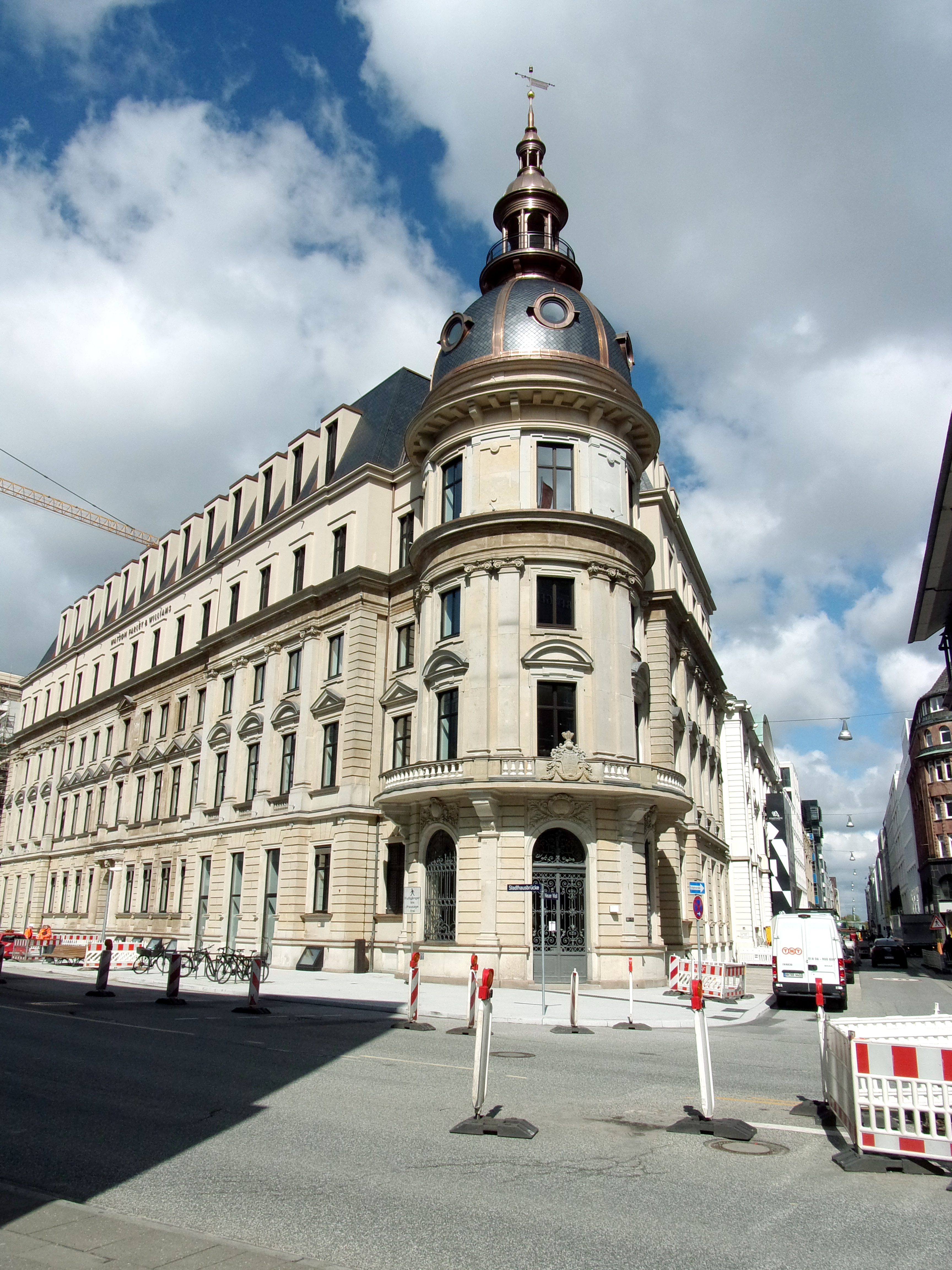
Stadthöfe Hamburg, Ecke Stadthausbrücke / Neuer Wall (ehemals Stadthaus)

- Stadthöfe Hamburg – Konzeption Masterplan / Städtebauliches Konzept (2008)[4]

### Bauwerke

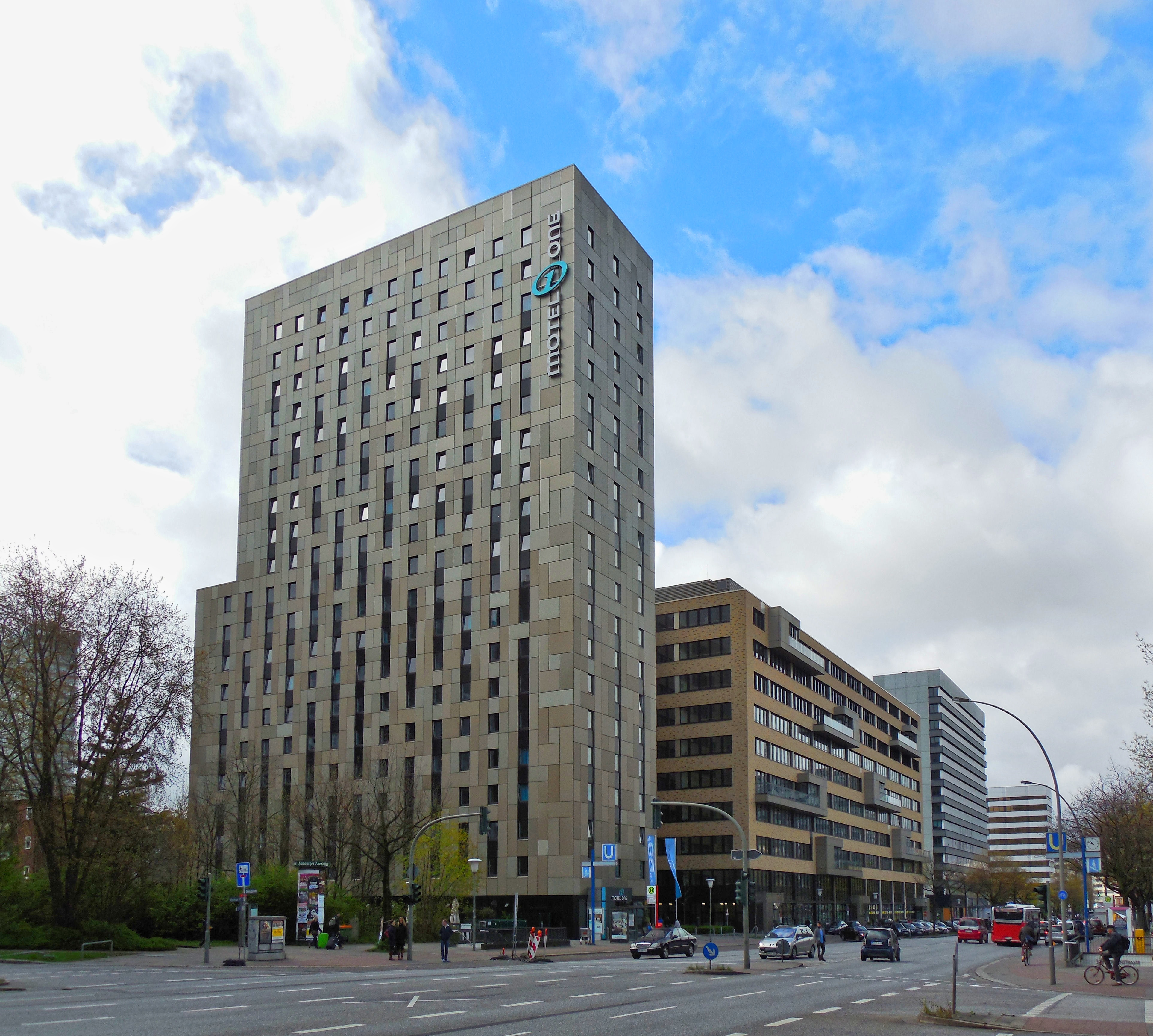
Motel One Hamburg-Alster in Hamburg, Steindamm – Fassadengestaltung mit Paneelen in vier verschiedenen Goldtönen

- Motel One Hamburg-Alster in Hamburg, Steindamm (2010)
- Sixtyfive Suites in Hamburg, Alter Wall (2010)[12]
- Schaartor 1 in Hamburg; Architekten: Gottfried Schramm & Jürgen Elingius (1960); Revitalisierung: Stephen Williams Associates (2014)[13]
- Hotel Tortue im Hamburger Stadthöfe-Quartier (2018)[14]
- Sprinkenhof, Karolinenviertel Hamburg; Neubau Bürogebäude & Sanierung (2021)[15]

### Interior Design
- Motor Music, Zentrale in Berlin, Spreespeicher (2003)[3]
- Universal Music Group, Zentrale in Berlin, Spreespeicher (2003)[2]
- Pizza Amano, Restaurant im Auslieferungszentrum Autostadt der Volkswagen AG in Wolfsburg (2003)
- Warner Music Group, Zentrale in Hamburg-Speicherstadt (2005)[2]
- Beef-Club, Restaurant im Auslieferungszentrum Autostadt der Volkswagen AG in Wolfsburg (2006)
- Mehrere Hotels der Meininger Hotels, wie Berlin Hauptbahnhof (2008)[2], Salzburg (2009), Frankfurt am Main Flughafen (2012) und Brüssel City Center (2013)
- Weltbühne, Café im Hamburger Thalia Theater (2010)[2]
- Jung von Matt, Niederlassung in Hamburg-Karolinenviertel (2011)[5][16][17]
- 25hours Hotel Hamburg HafenCity, Themenhotel in Hamburg-HafenCity (2011)[1][7]
- Facebook Headquarters, Deutschlandsitze in Hamburg und Berlin (2016)[18]
- Twitter Offices, Deutschlandsitz in Berlin (2016)[18]
- Yelp, Inc., Deutschlandsitz in Hamburg (2016)[18]
- Jung von Matt, Werbeagentur, Nutzer im Sprinkenhof, Karolinenviertel Hamburg[19]
- Salt and Silver – Levante (Zentrale), Restaurant, Hamburg[20]
- Salt and Silver – Am Meer, Restaurant, St. Peter-Ording[21]
- Der Player Hamburg[22] Restaurant.Bar.Playground. New Work Club. (2022)

### Exhibition Design
- „Casino of Authenticity and Karaoke“, Malcolm-McLaren-Ausstellung im Bonnefantenmuseum in Maastricht, Niederlande (1999/2000)[3][23]
- Dibbern Flagshipstore in Hamburg, Hohe Bleichen (2004)[2]
- „Premium Clubhouse“, Ausstellungsraum im Bugatti-Pavillon im Auslieferungszentrum Autostadt der Volkswagen AG in Wolfsburg (2008)[24]
- designxport, Designzentrum in Hamburg-HafenCity (2014)[25]

## Ausstellungen
- Stephen Williams. Dreamspace Gallery, London, 2007 (Ausstellung mit Vorstellung von aktuellen Architekturprojekten sowie Buchvorstellung der 2007 beim Kölner Daab-Verlag erschienenen Monographie über Stephen Williams)[26]
- Mehrfache Teilnahme am Hamburger Architektur Sommer, wie 2000 („Walk this way“), 2009 („London calling“) und 2015 („Inclusive Places“)[27]